# Théâtre de la Toison d'Or
El Théâtre de la Toison d'Or és una sala d'espectacles de Brussel·les situada a Ixelles, dirigida per Nathalie Uffner i Sylvie Rager. Inaugurada el 1995, des de la seva creació advoca per la comèdia en tots els gèneres, així com per la dramatúrgia belga.